# Priorato de Sion
El Priorato de Sion (en francés: Prieuré de Sion) es una organización fraternal, fundada y disuelta en Francia en 1956 por Pierre Plantard como parte de un engaño. En la década de 1960, Plantard creó una historia ficticia para esa organización, describiéndola como una sociedad secreta fundada por Godofredo de Bouillon en el Monte Sion en el Reino de Jerusalén en 1099, confundiéndolo con una orden monástica histórica genuina, la Abadía de Hagia María del Monte Sion. En la versión de Plantard, el Priorato se dedicó a instalar una línea de sangre secreta de la dinastía merovingia en los tronos de Francia y el resto de Europa. Este mito fue ampliado y popularizado por el libro pseudohistórico de 1982 El enigma sagrado y luego se presentó en el prefacio de la novela de 2003 El Código Da Vinci.
Después de convertirse en una causa célebre desde fines de la década de 1960 hasta la década de 1980, el mítico Priorato de Sion fue expuesto como una farsa creada por Plantard como un marco para su pretensión de ser el Gran Monarca profetizado por Nostradamus. Se descubrió que Plantard y sus cómplices falsificaron y luego sembraron las pruebas presentadas en apoyo de su existencia histórica y sus actividades antes de 1956 en distintos lugares de Francia. Sin embargo, muchos teóricos de la conspiración todavía persisten en creer que el Priorato de Sion es una conspiración ancestral que oculta un secreto subversivo.
El mito del Priorato de Sion ha sido desacreditado exhaustivamente por periodistas y estudiosos como uno de los mayores engaños del siglo XX. Algunos escépticos han expresado su preocupación de que la proliferación y la popularidad de los libros, sitios web y películas inspirados en este engaño han contribuido al tema de las teorías de conspiración, la pseudohistoria y otras confusiones cada vez más convencionales.

## Historia

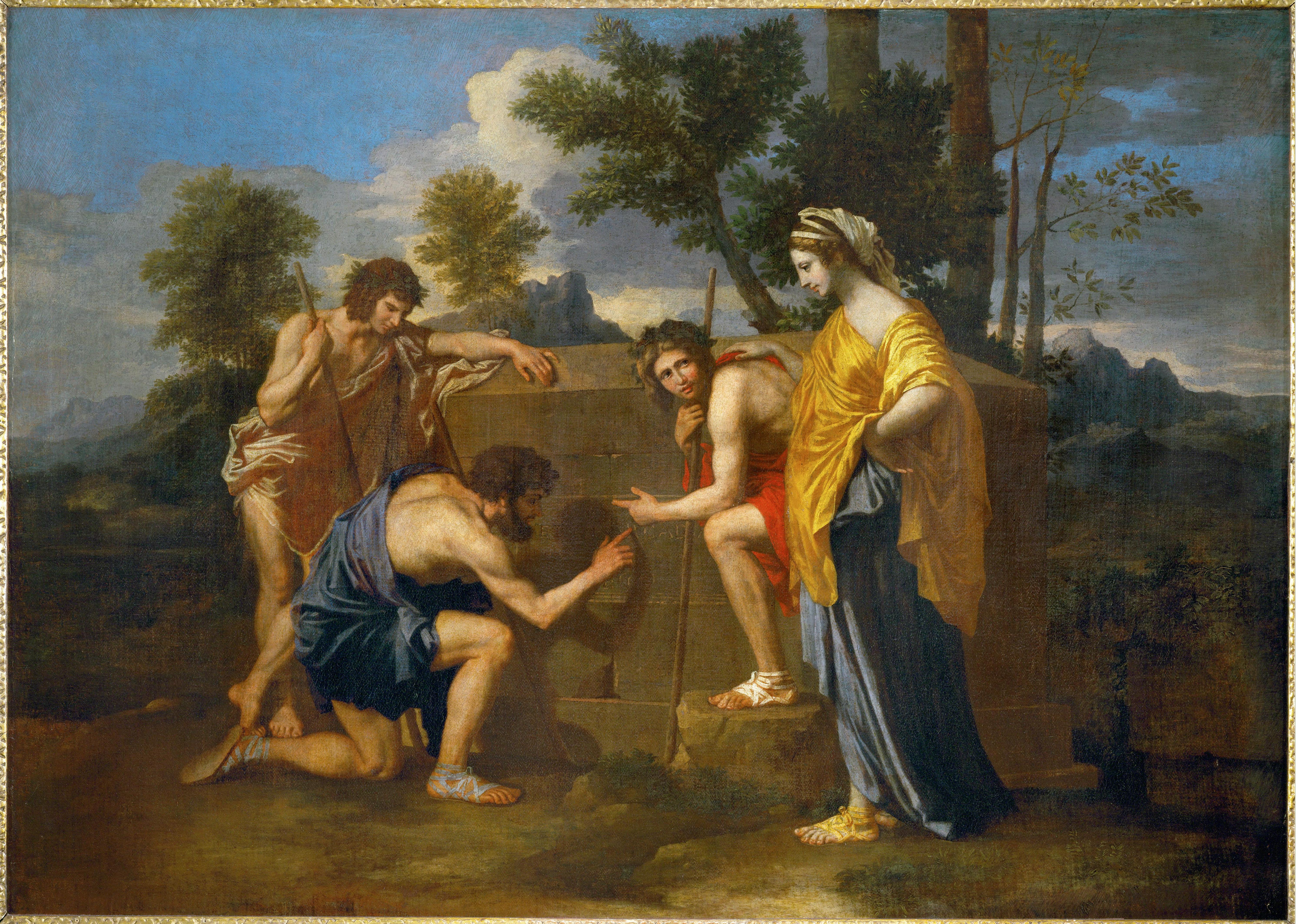
Obra de Nicolás Poussin.

Los historiadores, tras haber analizado todo lo relacionado al Priorato de Sion, indican que la antigüedad y los escritos sobre éste no son verídicos, llegando a la siguiente conclusión sobre la historia del Priorato de Sion:
Los manuscritos presentados por Pierre Plantard, indicando que provenían del padre Bérenger Saunière, quien los habría descubierto mientras reparaba su iglesia, habrían sido realmente escritos por el mismo Pierre Plantard y fabricados por su amigo Philippe de Cherisey. Así, estos documentos falsificados pretendían mostrar la supervivencia de la dinastía merovingia de los reyes francos, y de este modo atribuir un linaje real a Pierre Plantard. Plantard manipuló las actividades de Saunière en Rennes-le-Château para "demostrar" sus reclamaciones relacionadas con el Priorato de Sion. De este modo se calcula que entre 1961 y 1984 Plantard habría inventado el linaje legendario del Priorato de Sion, surgido de los restos de la Orden de Sion. Otra razón para señalar como falsa la antigüedad del Priorato de Sion sería el propio registro del Priorato el 20 de julio de 1956 en el Boletín Oficial de la República Francesa, ya que si presentara la antigüedad pretendida, y con ello un gran poder, no habría tenido la necesidad de registrar su orden de nuevo.
Para mantener su engaño, Pierre Plantard argumentó en 1989 que el Priorato de Sion en realidad había sido fundado en 1681 en Rennes-le-Château; pero en esta ocasión no pudo conservar su reputación y sus proyectos. Posteriormente, en septiembre de 1993, argumentó que Roger-Patrice Pelat había sido una vez el Gran Maestre del Priorato de Sion. Pelat era un amigo del entonces presidente de Francia François Mitterrand y fue el centro de un escándalo que implicó al primer ministro francés Pierre Bérégovoy. Un tribunal francés ordenó registrar la casa de Plantard, requisando muchos documentos, entre ellos alguna proclamación de Plantard como rey legítimo de Francia. Conforme al juramento, Plantard admitió que había ideado todo, inclusive la participación de Pelat en el Priorato de Sion. Ordenaron a Plantard que desistiera de todas las actividades relacionadas con la promoción del Priorato de Sion y vivió en el anonimato hasta su muerte el 3 de febrero de 2000, en París.
Autores franceses como Franck Marie (1978), Jean-Luc Chaumeil (1979, 1984, 1992) y Pierre Jarnac (1985, 1988) nunca han tomado en serio a Pierre Plantard y el Priorato de Sion. Concluyeron que todo era un fraude, y para ello los historiadores perfilaron detalladamente sus argumentos y dieron múltiples pruebas de que los investigadores de la novela del Santo Grial, del cual se hizo famoso mundialmente el Priorato de Sion, no habían contado la verdad y que habían omitido datos conocidos. Con ello, argumentan que las pruebas de estos últimos no podían mantener la versión mítica de la historia del Priorato.

## Treta ideada por Plantard
Según el artículo I.c del original de 1956 de los Estatutos del Priorato de Sion, la asociación adoptó ese nombre de una montaña cercana a la ciudad francesa de Annemasse, llamada Sion. El objetivo de esta logia iniciática era un movimiento vanguardista dedicado a la restauración de la nobleza y la monarquía en Francia, mediante los derechos de realeza de Pierre Plantard.
Para ello, Pierre Plantard indicaba estos hechos y derechos mediante unos pergaminos que, según los partidarios, serían los que el padre Bérenger Saunière había descubierto mientras arreglaba su iglesia. Entre estos documentos indicó la existencia de un linaje legendario del Priorato de Sion, supuestamente surgido de los restos de la Orden de Sion, que había sido fundada en Jerusalén durante la Primera Cruzada por Godofredo de Bouillón. Así, con estos documentos pretendían mostrar la supervivencia de la dinastía merovingia de los reyes francos.
Los partidarios más cercanos a la idea de la existencia real del Priorato se basan en los siguientes argumentos:
1. Hay una lista de Grandes Maestres ilustres. Ello indicaría que la Orden de Sion tendría una larga historia que comenzaría con la creación de los Caballeros Templarios y sus frentes militar y financiero. No obstante, esta lista se basa en un documento reconocidamente falso.
2. Se dice que tuvo un importante papel en la promoción del mito del "río oculto de esoterismo", el Alph, en la Europa medieval.
3. Se jura reinstaurar la dinastía Merovingia, que gobernó el reino Franco de 447 a 751 d. C., en los tronos de Europa y Jerusalén, a pesar de no quedar ni un solo descendiente acreditado de tal dinastía.
4. La orden protegería a esta dinastía real porque según la doctrina de la orden, la dinastía Merovingia serían los supuestos descendientes directos de Jesús y su supuesta esposa María Magdalena. Sin embargo, estudios genéticos efectuados en el año 2006, el programa Buscando la verdad (Digging for the Truth) del canal de televisión The History Channel, realizó un análisis genético de Arnegonda (Aragunde), una de las primeras reinas merovingias, con el fin de probar o descartar que el linaje desciende de Jesús o María Magdalena. El resultado del análisis concluyó que el origen del linaje de la dinastía merovingia era sólo europeo y no estaba relacionado genéticamente con ninguna de las poblaciones del Oriente Medio, lo cual descarta que sea real la leyenda francesa sobre la supuesta descendencia de Jesús y María Magdalena, que claramente eran judíos.

### Divisas secretas
Et in Arcadia ego se describe como la divisa oficial tanto de la familia Plantard como del Priorato de Sion, según se dijo en 1994. Es una frase en latín, la cual aparece inscrita en una tumba dibujada en un cuadro de 1640, Los Pastores de la Arcadia, del pintor francés Nicolas Poussin. Esto literalmente significa 'y en la Arcadia yo...'
Sin embargo, según esta leyenda existe un borrón añadido (que no estaba en el cuadro original de Poussin), que sugiere que falta una palabra. Aunque no sea necesario en gramática latina, se ha sugerido la terminación sum para significar: 'Y estoy en la Arcadia'. Además, se ha especulado con que la frase completa Et in Arcadia ego sum es un anagrama de Arcam dei tango Iesu, que significa "He tocado la tumba de Jesús". Esto implicaría que la tumba contendría el osario de Jesús de Nazaret. Independientemente de esta impresionante teoría, se llega a la conclusión de que es simplemente un argumento sin fundamento histórico, ya que todo esto no es parte de la historia de la pintura de Poussin, la cual está bien documentada.

### Objetivos últimos
Los objetivos últimos del Priorato de Sion serían:
- la fundación de un "Santo Imperio Europeo" que se convertiría en la siguiente superpotencia y el promotor de un Nuevo Orden Mundial de paz y prosperidad;
- la suplantación de la Iglesia católica por una religión estatal ecuménica y mesiánica gracias a la revelación del Santo Grial y el Evangelio de Judas, que demostraría las causas de los seguidores de Juan el Bautista y sacaría a la luz pública a los descendientes de Jesús y María Magdalena;
- la reinstauración del Rey ungido del Gran Israel (el descendiente del Rey David).

#### Relación con el antisemitismo
Dentro de estos objetivos últimos del Priorato de Sion, se indica que está presente una interpretación de un texto antisemita y que se considera fraudulento, debido a que tuvo su principal difusión en Alemania durante la Segunda Guerra Mundial. Este texto, conocido como los Protocolos de los Sabios de Sion, que sus partidarios consideran de todos modos como una de las pruebas más persuasivas para demostrar la existencia y las actividades del Priorato de Sion.
Este manuscrito sería supuestamente un compendio de registros de las sesiones secretas mantenidas por los grandes sabios de la nación judía, exponiendo en ellos sus supuestos planes para la dominación del mundo por los judíos.
Debido a ello, cabe mencionar igualmente que algunos grupos, tales como los seguidores de la doctrina cristiana del Fin de los Días, aceptando estas hipótesis como hechos, vieron el Priorato de Sion como un cumplimiento profético del Libro de la Revelación y la supuesta prueba de una hipotética conspiración anticristiana de dimensiones universales.
- Los protocolos de los sabios de Sion (en ruso: "Протоколы сионских мудрецов", o "Сионские протоколы") es un panfleto antisemita publicado por primera vez en 1903, en la Rusia zarista, cuyo objetivo era justificar ideológicamente los pogromos que sufrían los judíos. El texto sería la transcripción de unas supuestas reuniones de los "sabios de Sion", en la que estos sabios detallan los planes de una conspiración judía, la cual consistiría en el control de la masonería y los movimientos comunistas, extendida por todas las naciones de la Tierra, y tendría como fin último el hacerse con el poder mundial.

Los Protocolos de los Sabios de Sion es la publicación antisemita más famosa y ampliamente distribuida de la época contemporánea. Sus mentiras sobre los judíos, que han sido desacreditadas repetidamente, continúan circulando hoy en día, especialmente por Internet. Los individuos y grupos que han utilizado los Protocolos están unidos por un propósito común: diseminar el odio a los judíos.[1]
Actualmente, se considera uno de los fraudes literarios más notorios de la historia (como los Diarios de Hitler), e incluido dentro de los fraudes históricos importantes (como el descubrimiento del Hombre de Piltdown).

## Reanudación de la teoría por autores ensayistas
En El enigma sagrado publicado en 1982 por Henry Lincoln, Michael Baigent y Richard Leigh, tres periodistas británicos presentan el Priorato como un grupo de organizaciones como los templarios, los rosacruces o los masones. En este ensayo, la dinastía merovingia descendería directamente de Jesús y María Magdalena. En esta perspectiva, la misión del Priorato sería ocultar la existencia de este "linaje sagrado". Los tres coautores vincularon esta misión al tema del Grial, tradicionalmente asociado con los Templarios, y declaran que el "Grial" es una metáfora de la supuesta descendencia de Cristo.
El autor John Daniel también retoma la teoría de la conspiración descrita por Pierre Plantard en su libro Scarlet and the Beast - A History of the War between English and French Freemasonry.

## Reanudación de la teoría en la literatura
A principios del siglo XXI, en Occidente se ha reavivado el interés por las sociedades secretas, y en especial por el Priorato de Sion, gracias en parte al best-seller de Dan Brown, El código Da Vinci. En este libro el Priorato desempeña un papel muy importante, ya que algunos de sus personajes están enlazados directamente con el Priorato, cuya misión más importante es custodiar el Santo Grial y otros secretos relacionados con gnosticismo, ritos paganos y la vida de Jesús de Nazaret.
Cabe señalar que Brown toma para su novela teorías y estudios muy anteriores a la misma, así como también mitos y leyendas de lugares del sur de Francia, todos relacionados con los Caballeros Templarios, la Francmasonería y el Santo Grial.
Multitud de novelas anteriores a la de Brown han argumentado sobre el tema, siendo esta última la que ha alcanzado una mayor notoriedad. Otras novelas ejemplo de la tendencia son:
- la saga de Los hijos del Grial de Peter Berling (nacido el 20 de marzo de 1934 en Meseritz-Obrawalde, antigua Prusia y actual Obrzyce, Polonia), ambientada en la época posterior a la Cruzada albigense;
- o El péndulo de Foucault (Il pendolo di Foucault, 1988) escrito por el semiólogo italiano Umberto Eco. Es considerado un libro iniciático o quizás anti-iniciático y anti-esotérico, debido a los matices satíricos de la trama.
- La serie de cómic "Magdalena", editada por Image Comics también asume varios postulados de dicha teoría. En la serie, Magdalena es una monja que desciende directamente de Jesús y María Magdalena, y cuya actividad secreta y oculta es la caza y eliminación física de diversos demonios que asolan la tierra.